# 梅里亚克
梅里亚克（法語：Mérillac，法語發音：[meʁijak]）是法国阿摩尔滨海省的一个市镇，属于圣布里厄区。

## 地理
梅里亚克（48°15'21"N, 2°23'39"W）面积13.86 平方千米，位于法国布列塔尼大區阿摩尔滨海省，该省份为法国西北部沿海省份，位于布列塔尼半岛北部，北濒大西洋英吉利海峡，西接菲尼斯泰尔省，南至莫尔比昂省，东临伊勒-维莱讷省。
与梅里亚克接壤的市镇（或旧市镇、城区）包括：埃雷阿克、圣弗朗、鲁亚克、勒默内、梅尔德里尼亚克。

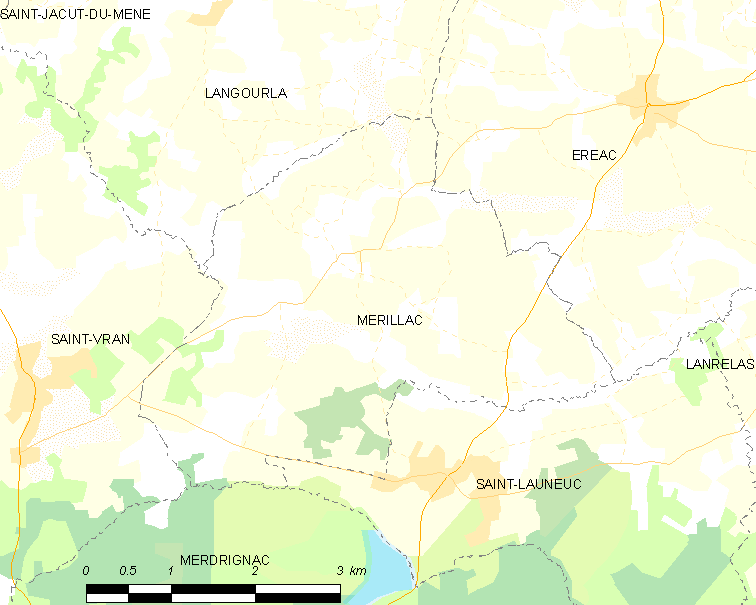
梅里亚克的OSM定位图

梅里亚克的时区为UTC+01:00、UTC+02:00（夏令时）。

## 行政
梅里亚克的邮政编码为22230，INSEE市镇编码为22148。

## 政治
梅里亚克所属的省级选区为布龙县。

## 人口

1962-2008年间梅里亚克人口变化图示

梅里亚克于2022年1月1日时的人口数量为242人。